# Монтиселло (Юта)
Монтиселло (англ. Monticello, /mɒntɪˈsɛloʊ/) — город в штате Юта (США). Административный центр округа Сан-Хуан. По данным переписи за 2010 год число жителей города составляло 1972 человека, по оценке Бюро переписи США в 2015 году в городе проживало 2069 человек.

## Географическое положение
По данным Бюро переписи населения США город имеет общую площадь в 6,7 км². Через город проходит автомагистрали US-191 и US-491. Мотниселло находится у подножия Блу-Маунтин в равнине Грейт-Сайдж-Плейн на юго-востоке Юты.

### Климат
По классификации климатов Кёппена климат Монтиселло относится к семириадному (BSk). Средняя температура в году — 7,9 °C, самый тёплый месяц — июль (средняя температура 20,2 °C), самый холодный — январь (средняя температура −4 °C). Среднее количество осадков в году 386,1 мм.

## История
В марте 1886 года Франсис Хаммонд создал отряд поселенцев по исследованию территорий для организации нового города около гор с источником воды. Весной 1888 года началось строительство города, который первоначально был известен как Норт-Монтезума или Хаммонд, а затем был переименован в Монтиселло, в честь усадьбы Томаса Джефферсона «Монтичелло». Поселение стало окружным центром в 1895 году, а в 1910 году получило статус города. Во время Второй мировой войны в Монтиселло был открыт завод по переработке ванадия. В 1849 году он был переквалифицирован в ванадиевый и урановый завод. Он был закрыт в 1960-м году.

## Население
По данным переписи 2010 года население Монтиселло составляло 1972 человека (из них 52,6 % мужчин и 47,4 % женщин), в городе было 615 домашних хозяйств и 482 семьи. На территории города была расположена 721 постройка со средней плотностью 107,6 построек на один квадратный километр суши. Расовый состав: белые — 84,9 %, афроамериканцы — 0,4 %, азиаты — 0,7 %, коренные американцы — 6,4 %.
Население города по возрастному диапазону по данным переписи 2010 года распределилось следующим образом: 33,8 % — жители младше 18 лет, 3,1 % — между 18 и 21 годами, 49,4 % — от 21 до 65 лет и 13,7 % — в возрасте 65 лет и старше. Средний возраст населения — 32,2 лет. На каждые 100 женщин в Монтиселло приходилось 111,1 мужчин, при этом на 100 совершеннолетних женщин приходилось 107,6 мужчин сопоставимого возраста.
Из 615 домашних хозяйств 78,4 % представляли собой семьи: 67,0 % совместно проживающих супружеских пар (32,5 % с детьми младше 18 лет); 7,6 % — женщины, проживающие без мужей и 3,7 % — мужчины, проживающие без жён. 21,6 % не имели семьи. В среднем домашнее хозяйство ведут 3,05 человека, а средний размер семьи — 3,52 человека. В одиночестве проживали 18,5 % населения, 9,0 % составляли одинокие пожилые люди (старше 65 лет).

## Экономика
В 2014 году из 1627 человек старше 16 лет имели работу 756. При этом мужчины имели медианный доход в 48 984 долларов США в год против 27 146 долларов среднегодового дохода у женщин. В 2014 году медианный доход на семью оценивался в 55 903 $, на домашнее хозяйство — в 47 500 $. Доход на душу населения — 17 411 $ в год.

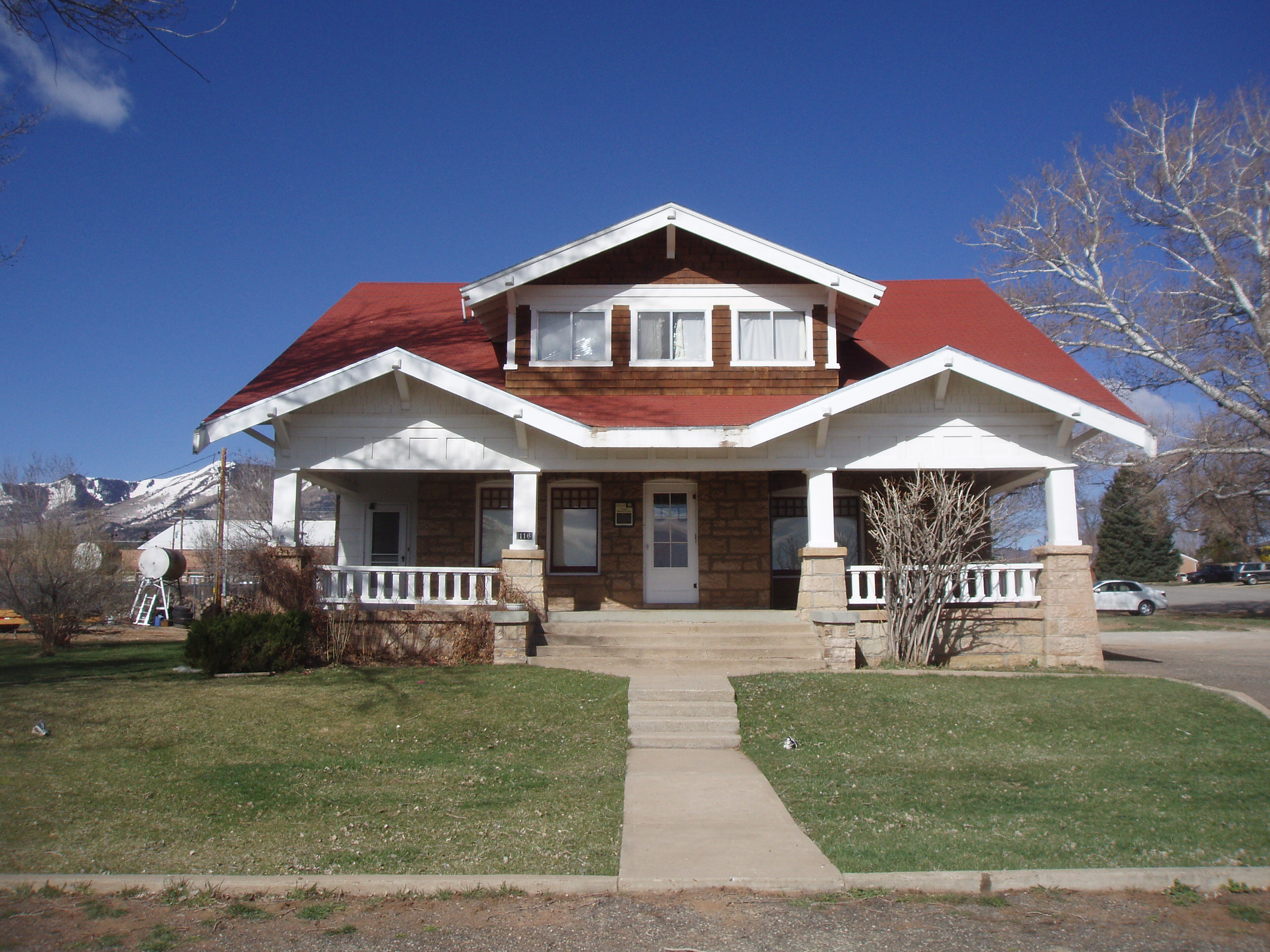
Отель Хайленд
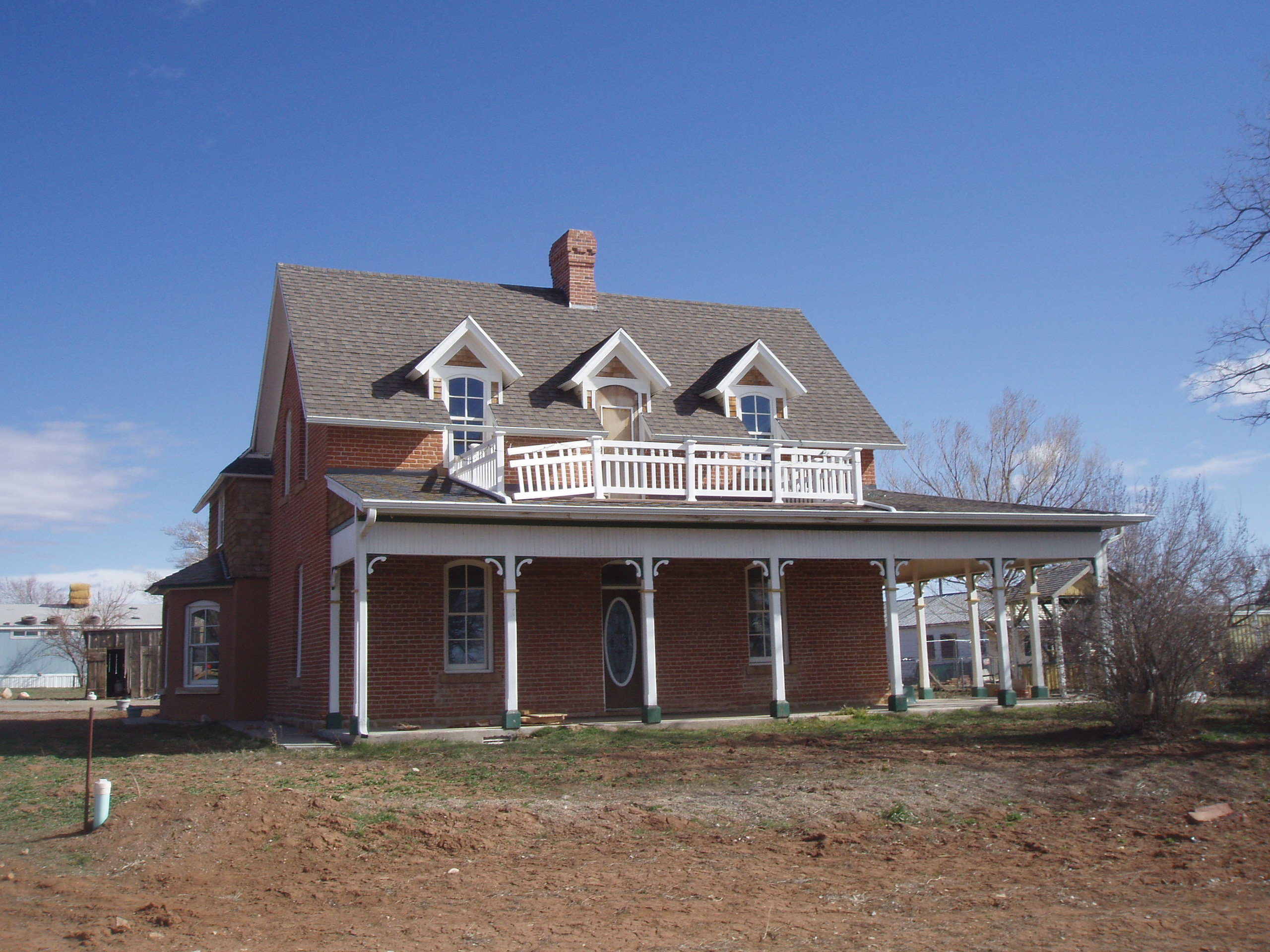
Дом Джонс
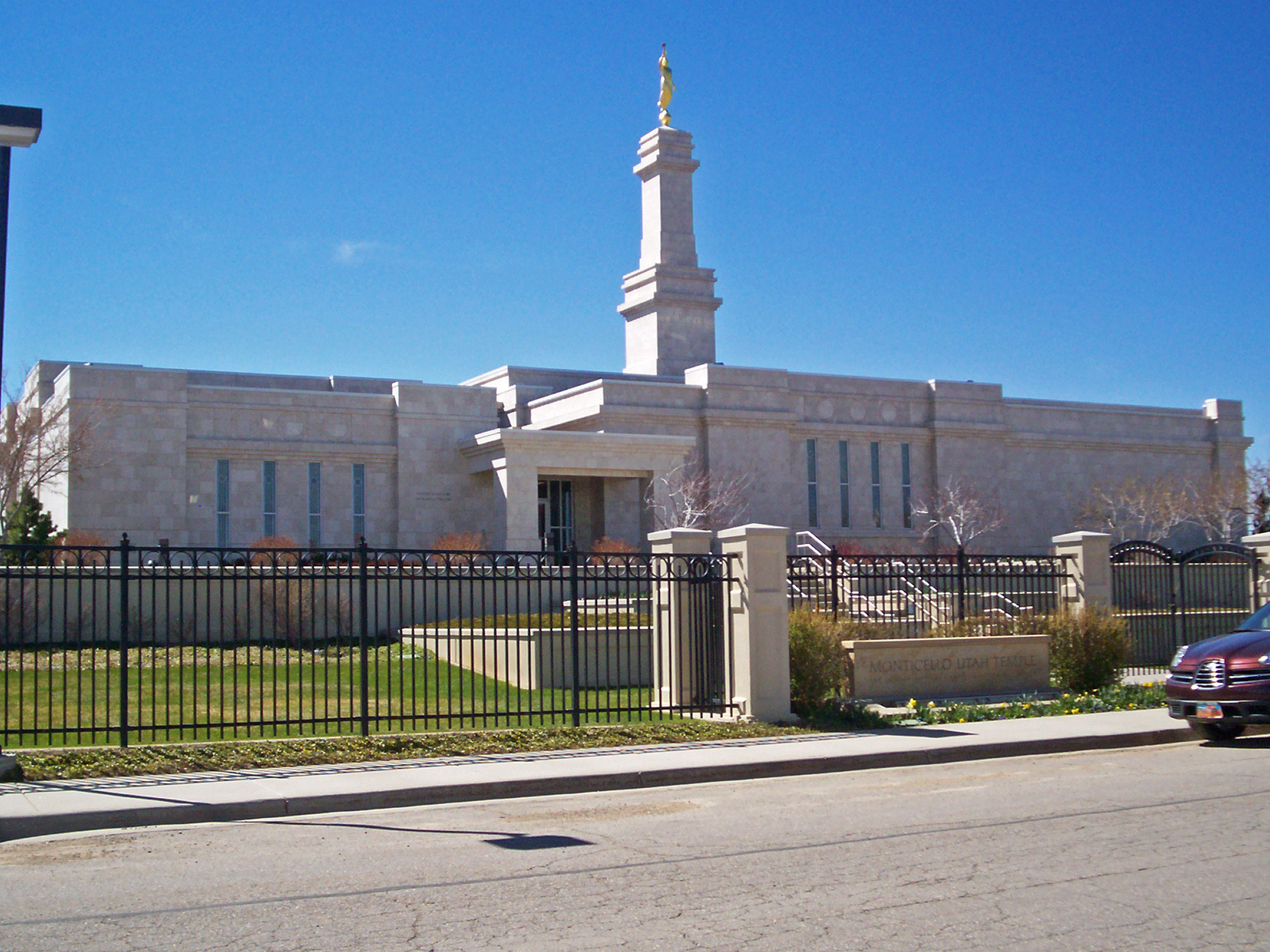
Храм мормонов в Монтиселло